# Khanapuram Haveli
Khanapuram Haveli es una ciudad censal situada en el distrito de Khammam en el estado de Telangana (India). Su población es de 53442 habitantes (2011). 

## Demografía
Según el censo de 2011 la población de Khanapuram Haveli era de 53442 habitantes, de los cuales 26588 eran hombres y 26824 eran mujeres. Khanapuram Haveli tiene una tasa media de alfabetización del 88,21%, superior a la media estatal del 67,02%: la alfabetización masculina es del 91,97%, y la alfabetización femenina del 84,51%.